# L'Ombre du corps du cocher
L'Ombre du corps du cocher (titre original allemand : Der Schatten des Körpers des Kutschers) est un récit de l'auteur germanophone suédois Peter Weiss publié en 1960. Ce fut le premier  succès de cet auteur en Allemagne. Le texte a été notamment remarqué pour son style narratif qui propose une analyse minutieuse des objets. De ce fait, l’œuvre a été rapprochée du nouveau roman français.
Le texte se compose de onze sections qui décrivent le décor et les évènements qui se déroulent dans une propriété rurale, dans laquelle une gouvernante et un portier accueille neuf invités : le capitaine, le docteur, le tailleur, M. Neige, une famille de quatre personnes (deux parents, un fils, un nourrisson) et le narrateur à la première personne. Celui-ci décrit tout ce qu'il voit et entend où qu'il soit.

## Résumé
Lorsque le narrateur commence son récit, il est couché sur son lit dans le grenier et rêve d'évasions. Il a non loin de lui comme toujours une assiette de sel prête à l'usage pour qu'il puisse en saupoudrer ses yeux. De la sorte apparaissent des figures géométriques entre ses larmes, se confondant avec ses imaginations érotiques.
L'action commence réellement quand la gouvernante invite les habitants de la maison dans sa chambre. C'est à cause du fils que l'intrigue se noue : il brise tout à coup une boîte à musique que la gouvernante exhibait avec fierté. Voulant sauver son bien, elle fait partir en désordre toute l'assistance. Même si le fils a été envoyé à la ville pour réparer la machine, les tensions ne s'apaisent pas : la mère et la gouvernante doivent être libérées à la hache de la penderie car sa porte s'est subitement bloquée.
Le récit s'achève avec l'arrivée du cocher qui marque fortement le narrateur. Ce dernier voit son ombre se fondre avec celle de la gouvernante sur la table de la cuisine.
Le récit se clôt sur l'aveu d'échec du narrateur. Il ne peut retranscrire le réel, malgré sa retranscription fidèle de toutes ses perceptions. Cela explique sa dépression.

## Enregistrement
Une version radiophonique de 78 minutes de l'histoire, réalisée par Michael Farin (de) a été produite par la radio allemande en 2010 (première diffusion le 12 juin 2010). Une édition audio de cette production a été mise en vente en 2011[réf. souhaitée].

## Traductions françaises
- Peter Weiss (trad. Alban Lefranc), L' Ombre du corps du cocher, Perturbations, 2008 (ISBN 978-2-917795-00-2)